# 阮陈妙翠
阮陈妙翠（1989年12月9日—），曾是在越南发展的女演员、模特。现为越竹航空的女性飞行员。